# Cleto Maule
Anacleto „Cleto“ Maule (* 14. März 1931 in Gambellara; † 28. Juli 2013 Golfo Aranci) war ein italienischer Radrennfahrer.

## Sportliche Laufbahn
Maules vollständiger Name war Anacleto Maule, er wurde aber überwiegend Cleto genannt. Als Amateur gewann er 1954 den Gran Premio della Liberazione. Anfang Juli gewann er das Rennen auf dem späteren Weltmeisterschaftskurs in Solingen.
Von 1954 bis 1961 war er Berufsfahrer. Er siegte 1955 in der Lombardei-Rundfahrt vor Fred De Bruyne und gewann Mailand–Turin vor Aldo Moser. 1956 konnte er die Appeninnen-Rundfahrt (wie auch 1958) für sich entscheiden und gewann die 20. Etappe des Giro d’Italia. Sein letzter bedeutender Erfolg war der Sieg in der Vier-Kantone-Rundfahrt in der Schweiz 1958. Den Giro d’Italia bestritt er sechsmal, 1956 belegte er den vierten Platz im Gesamtklassement.